# Nephtys acrochaeta
Nephtys acrochaeta är en ringmaskart som beskrevs av Hartman 1950. Nephtys acrochaeta ingår i släktet Nephtys och familjen Nephtyidae. Inga underarter finns listade i Catalogue of Life.